# Dana Ivey
Dana Robins Ivey (Atlanta, 12 de agosto de 1941) es una actriz estadounidense. Fue nominada cinco veces a los Tony Awards por su trabajo en Broadway y ganó un Drama Desk Award por su papel en Sex and Longing y The Last Night of Ballyhoo. Sus apariciones en películas incluyen The Color Purple (1985), The Addams Family (1991), Two Weeks Notice (2002), y Rush Hour 3 (2007).

## Primeros años
Nació en Atlanta, Georgia, hija de Mary Nell Ivey Santacroce y Hugh Daugherty Ivey. Su madre fue una profesora, logopeda y actriz; mientras que su padre fue un médico y profesor del Instituto Tecnológico de Georgia. Se graduó del Rollins College en Winter Park, Florida, y luego estudió drama en el London Academy of Music and Dramatic Art. Ivey recibió un doctorado del Rollins College en febrero de 2008.

## Trayectoria

### Cine
Luego de trabajar muchos años en teatro, su primera aparición en cine sucedió en 1985, con la película Explorers, junto a Ethan Hawke y River Phoenix. También apareció en la película The Color Purple, del director Steven Spielberg. Otras películas en las que ha actuado son Dirty Rotten Scoundrels, la versión de 1995 Sabrina, Simon Birch, Postcards from the Edge, Home Alone 2: Lost in New York, The Addams Family, Addams Family Values, Legally Blonde 2: Red, White & Blonde, Las aventuras de Huckleberry Finn, Orange County, Rush Hour 3, la versión de 2011, The Importance of Being Earnest, e interpreta a Mrs. Kelson, en Two Weeks Notice. En 2011, ella interpreta a Grace Higginbotham en la aclamada película, The Help, y participó en Muhammad Ali's Greatest Fight.

### Televisión
En 1978, hace su debut en televisión con Search for Tomorrow. Otras participaciones en televisión son Easy Street, Homicide: Life on the Street, Law & Order, Frasier, Oz, The Practice, Sex and the City, Ugly Betty, Boardwalk Empire y Monk, entre otras.

### Teatro
Ha aparecido en obras de teatro como Present Laughter (1983), Heartbreak House (1984), Sunday in the Park with George (1984), Pack of Lies (1985), The Marriage of Figaro (1985), The Last Night of Ballyhoo (1997), Waiting in the Wings (1999/2000), Major Barbara (2001), Henry IV (2003), A Day in the Death of Joe Egg (2003), The Rivals  (2005), Butley (2006), The Importance of Being Earnest (2011).